# Meteorit Hoba

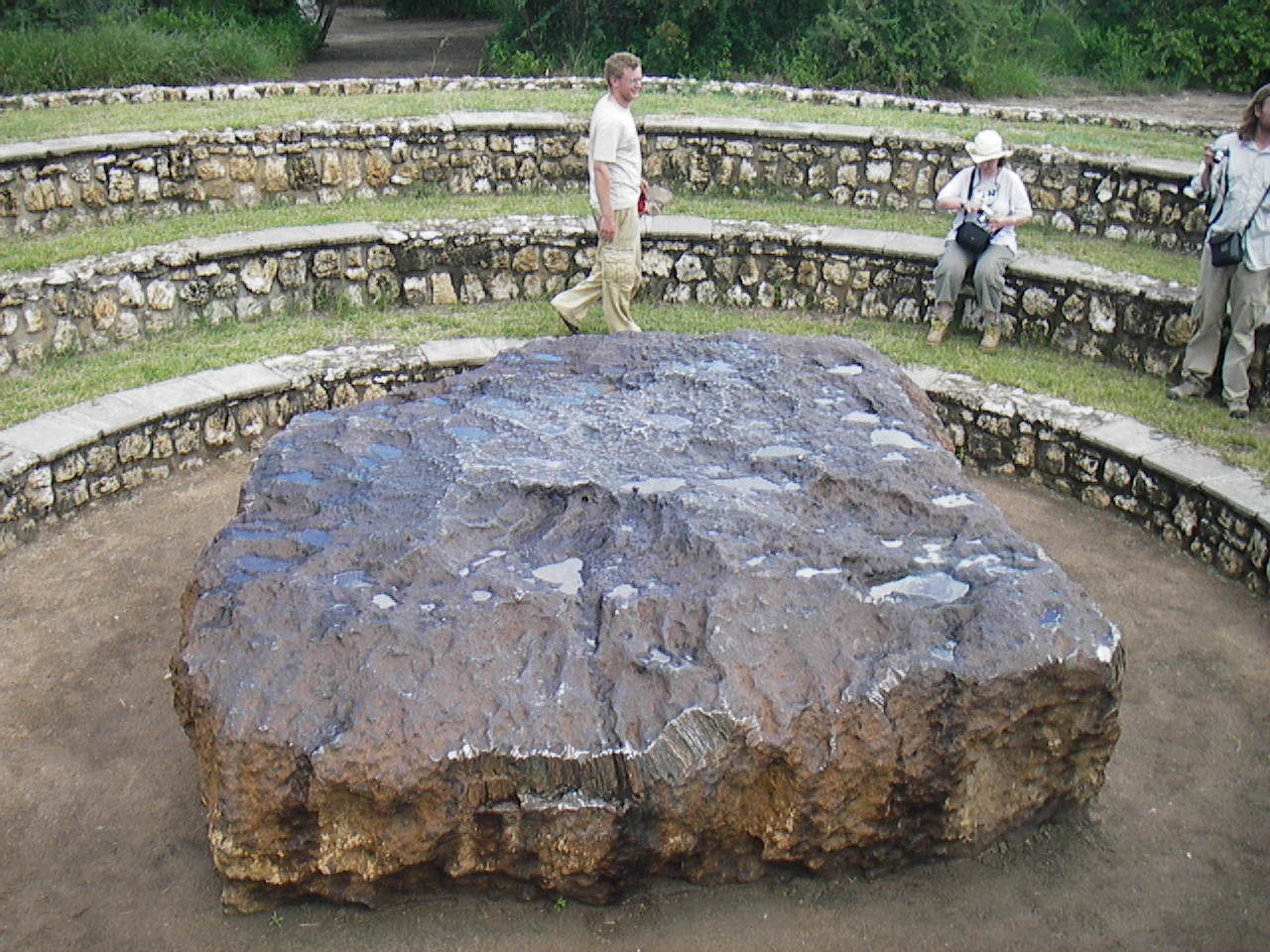
Meteorit Hoba

Hoba je meteorit nalezený roku 1920 v pohoří Otavi (Otaviberge) asi 20 km západně od namibijského města Grootfonteinu v jihozápadní Africe. Našel jej na farmě Hoba Jacobus Hermanus Brits, a to zcela náhodně při orbě pole. Předpokládá se, že na Zemi dopadl zhruba před 80 000 lety. V době nálezu vážil cca 66 tun, od té doby ale začal rezivět a rozpadat se, takže má nyní 60 tun. Meteorit nebyl přemístěn z místa dopadu  (důvodem jsou především značné rozměry a váha) a namibijská vláda ho vyhlásila za národní památku. 
Jedná se o největší meteorit, jaký byl dosud objeven. Skládá se z 82,4 % železa, 16,4 % niklu a 0,76 % kobaltu, s malými stopami dalších kovů. V důsledku povrchové oxidace je ingot místy pokryt hydroxidy železa. Navzdory své velikosti patří Hoba do vzácné kategorie meteoritů a je vědecky klasifikován jako ataxit s vysokým obsahem niklu. Ataxity, obsahující hutný minerální tenit (tuhý roztok meteorického železa), se svými vlastnostmi liší od ostatních meteoritů. Jeho rozměry jsou 2,7×2,7×0,9 metru. Větší meteorit už sotva najdeme. Hoba představuje maximální hmotnost, kterou dokáže zemská atmosféra zbrzdit na rychlost volného pádu. Kdyby byl větší, byla by jeho dopadová rychlost mnohem vyšší, meteorit by se po dopadu rozbil a utvořil by kráter.